# 白人種族滅絕陰謀論

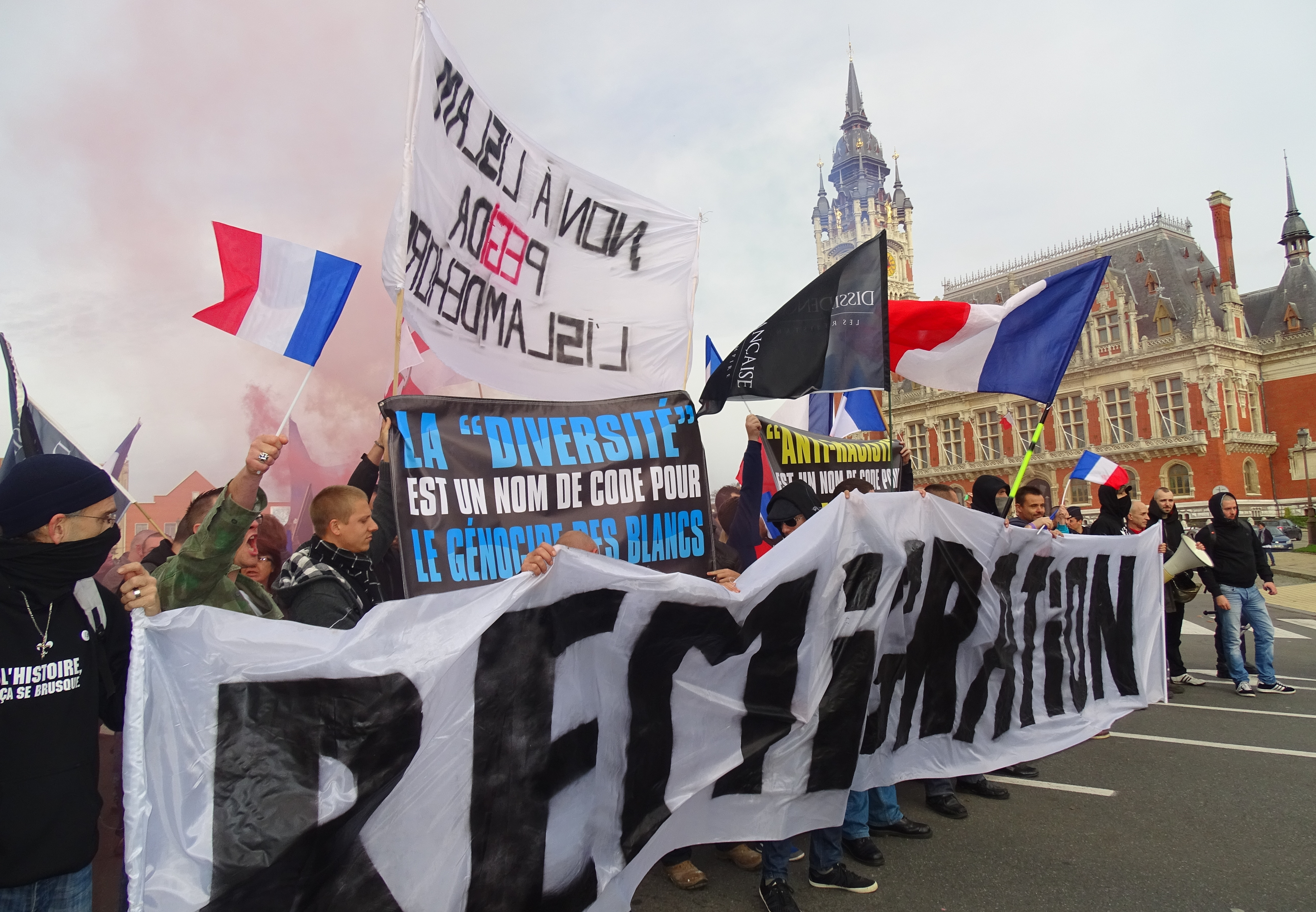
加来反移民示威者手持写有“多样性是白人种族灭绝代号”的横幅上街游行，一旁另有数份要求遣返外国人的横幅，摄于2015年11月8日

白人种族灭绝是美国极右翼反移民论的基本观念之一，认为白人与其他种族通婚，会让白人濒临灭绝，而且这个过程受到犹太人在背后的操纵。白人种族灭绝观念有一个称为“十四词”的口号：
 吾人存亡、白人子女未来，务须守护。 ——戴维·莱恩